# Pandémie de Covid-19 au Nigeria
La pandémie de Covid-19 au Nigeria démarre officiellement le 27 février 2020. À la date du 7 octobre 2022, le bilan est de 3 155 morts. Toutefois, pour de nombreux experts et virologues, ce bilan serait largement sous-estimé, le système médical du pays étant largement défaillant, et de vastes zones n'ayant aucun dispensaire, ou hôpitaux.[réf. nécessaire]

## Chronologie
Le 27 février 2020, le premier cas est confirmé à Lagos. Il s'agit d'un citoyen italien qui, travaillant au Nigeria, était rentré le 25 depuis Milan, tomba malade le 26 et fut alors transféré en unité de soin à l'isolement et pour être testé,. C'est alors le premier cas connu de Covid-19 en Afrique subsaharienne. Le génome du virus détecté chez ce premier cas est séquencé par l'équipe du professeur Christian Happi au Centre d'excellence africain de recherche pour la génomique des maladies infectieuses (ACEGID) dans la ville d'Ede (État d'Osun), ce qui constitue une première sur le continent africain .
La barre des 10 cas est atteinte le 19 mars 2020 ; celle des 100 cas le 29 mars ; celle des 1 000 cas le 24 avril ; celle des 10 000 cas le 31 mai ; et celle des 100 000 cas le 10 janvier 2021.
Le premier décès est intervenu le 23 mars ; le 10ème le 11 avril ; le 100ème le 6 mai ; et le 1 000ème le 23 août 2020.
Le Nigeria procède à la destruction de plus d'un million de doses de vaccin expirées en décembre 2021. Ces doses de vaccin avaient été données à l'approche de leur date de péremption par des pays développés.
Moins de 3% de la population adulte du Nigeria est vaccinée à la fin décembre 2021.

## Statistiques

Nombre de cas au Nigeria depuis le début de l'épidémie.

Nombre de morts au Nigeria depuis le début de l'épidémie.